# Chionaema visayana
Chionaema visayana är en fjärilsart som beskrevs av Cerny 1993. Chionaema visayana ingår i släktet Chionaema och familjen björnspinnare. Inga underarter finns listade i Catalogue of Life.